# Farizon Xingxiang V
Farizon Xingxiang V (远程 星享V) — пятидверный электромобиль, разработанный и выпускаемый с марта 2022 года китайским автопроизводителем Farizon. Он продаётся в рамках серии Xingxiang (星享), которая специализируется на транспортных средствах для городской логистики.

## Описание
Farizon Xingxiang V — полностью электрический городской логистический микровэн компании Farizon Auto, специально разработанный для нужд городской логистики и дистрибуции. Выпускается два варианта: Xingxiang V5E в сегменте микроавтобусов и длинномерный Xingxiang V6E в сегменте лёгких коммерческих транспортных средств.
В феврале 2022 года компания Farizon Auto подписала соглашение о стратегическом партнёрстве с корейской компанией Farizon Auto Myoung Shin Co. Ltd. Первым продуктом, выпущенным в рамках этого партнёрства, стал Farizon Xingxiang V, который продаётся на корейском рынке.

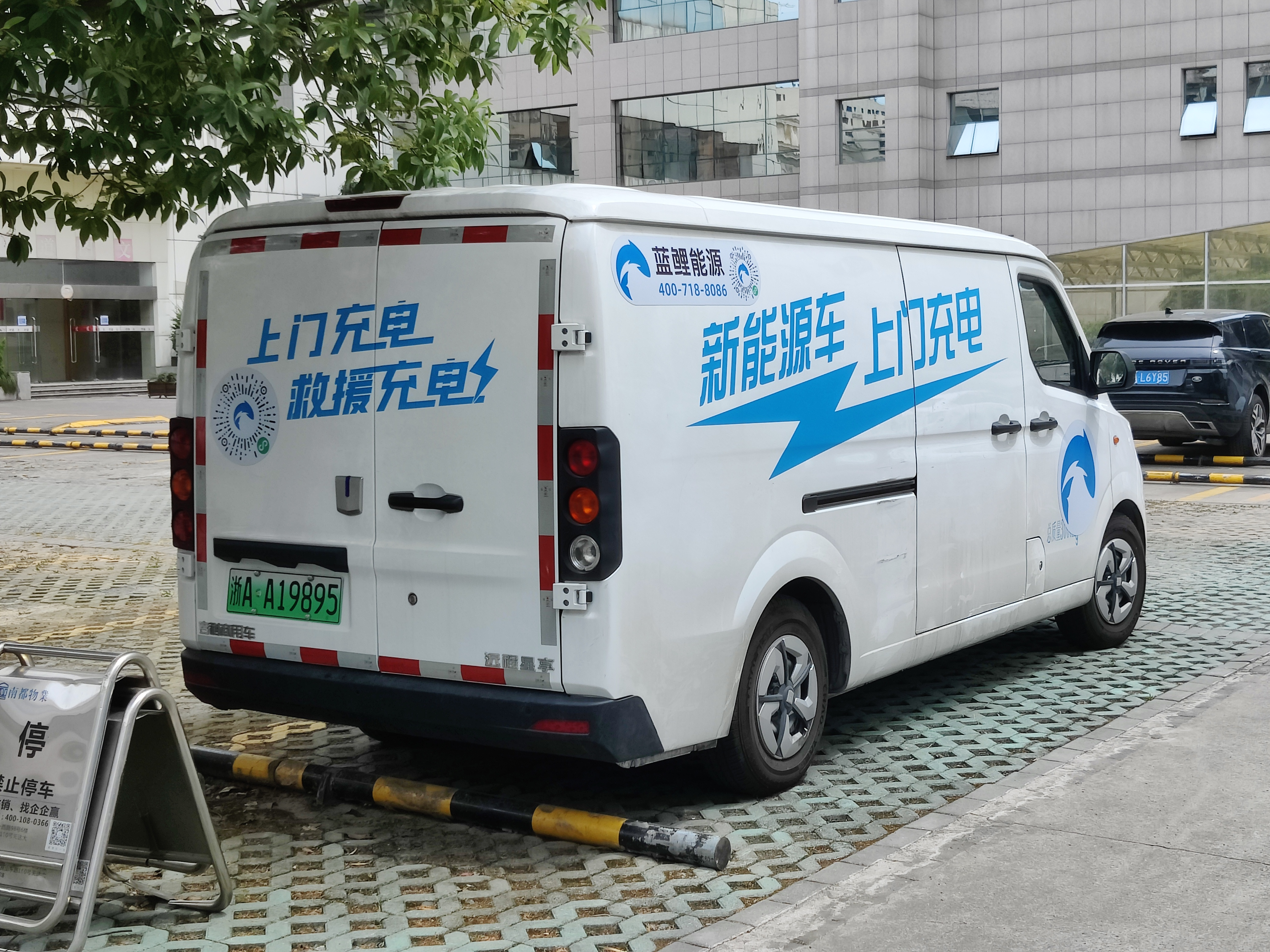
Farizon Xingxiang V
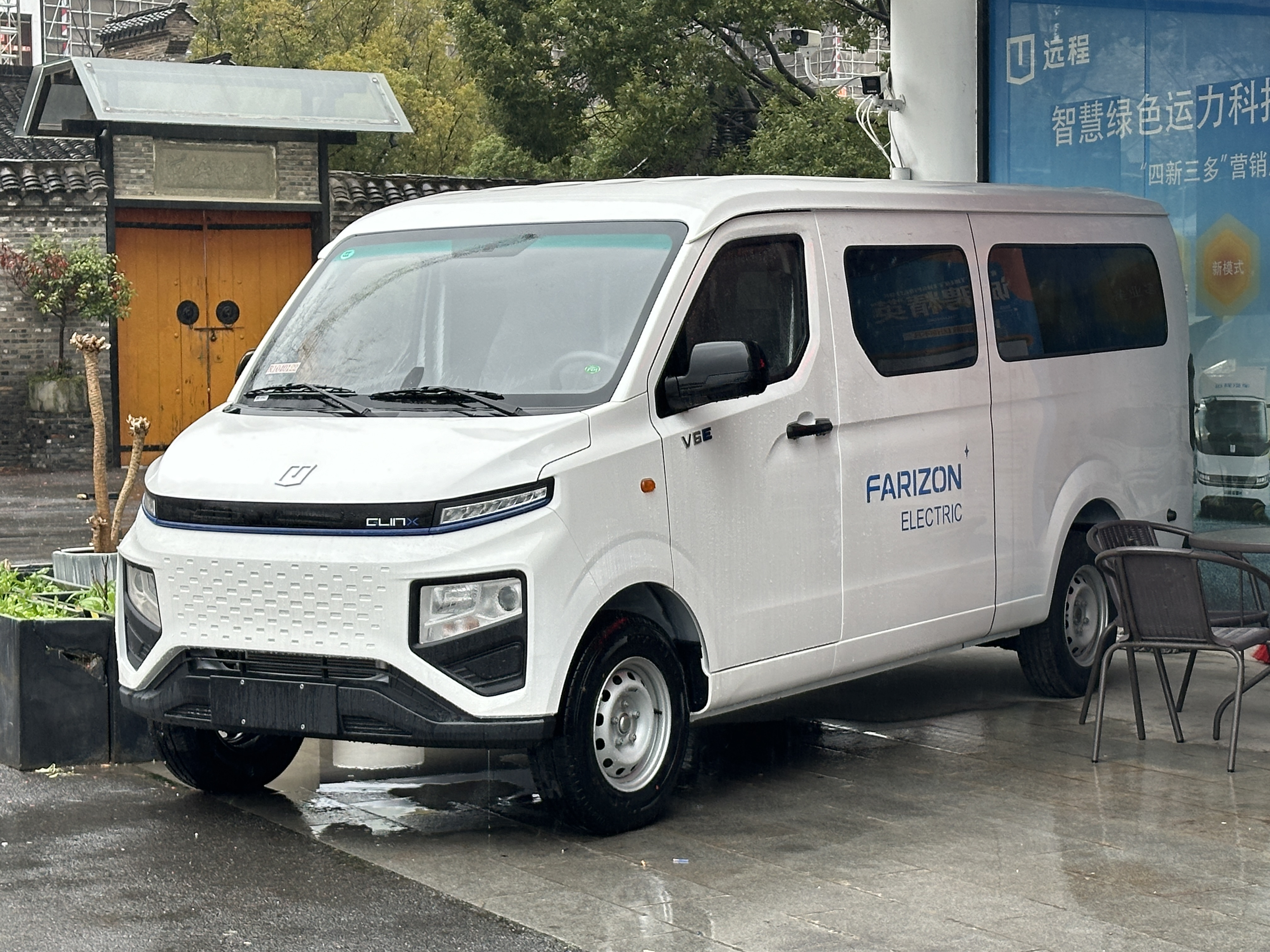
Farizon Xingxiang V6E

### Технические характеристики
Xingxiang V оснащён синхронным электродвигателем с постоянными магнитами мощностью 60 кВт, расположенным над задней осью. Мощность составляет 82 л. с., а крутящий момент — 220 Н·м. Прямо под полом расположен плоский литий-железо-фосфатный аккумулятор ёмкостью 41,86 кВт·ч, поставляемый компанией CATL. Максимальная скорость составляет 90 км/ч.
Xingxiang V базируется на платформе GMA с поддержкой OTA и имеет грузовой отсек шириной 1600 мм и объёмом 6 м3. При полной зарядке запас хода составляет 260 км, а быстрое зарядное устройство позволяет зарядить автомобиль с 20% до 80% менее чем за 50 минут.

## Farizon Xingxiang V7E
Farizon Xingxiang V7E — премиальная версия Farizon Xingxiang V6E с обновлённым дизайном передней части, выпускающаяся с апреля 2023 года. Запас хода — 305 км.

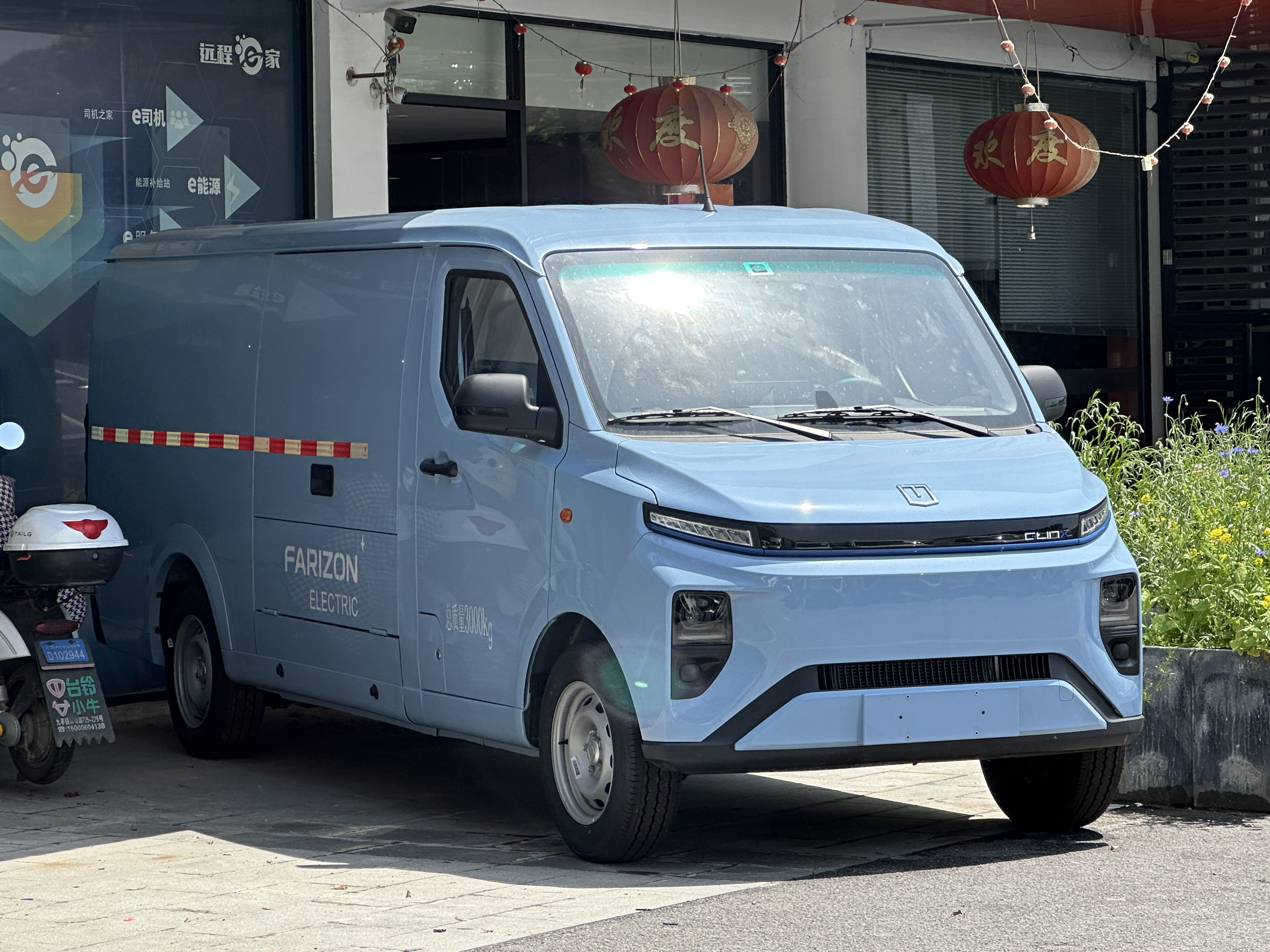
Farizon Xingxiang V7E

## Farizon Xingxiang F1E
Farizon Xingxiang F1E — версия пикапа Farizon Xingxiang V6E с обновлённым передним бампером, выпускающийся с июня 2023 года. Он оснащён аккумулятором CATL мощностью 46 кВт·ч и электродвигателем мощностью 60 кВт.

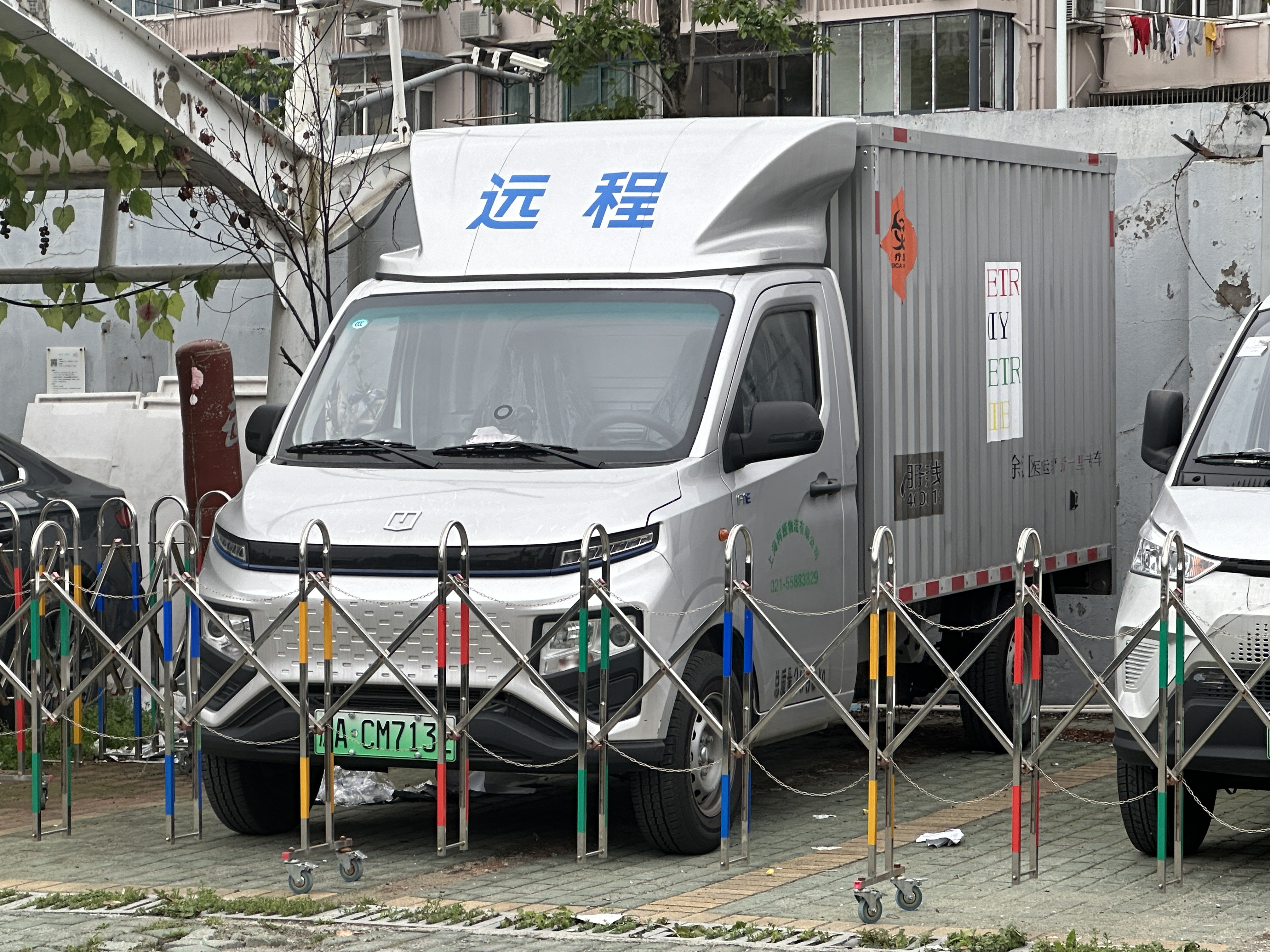
Farizon Xingxiang F1E